# Operazione Soberanía
L'operazione Soberania fu l'inattuato piano argentino di invasione delle isole Picton, Lennox e Nueva del Cile, nel corso della controversia del canale Beagle tra Argentina e Cile, che era sotto la mediazione del Vaticano.

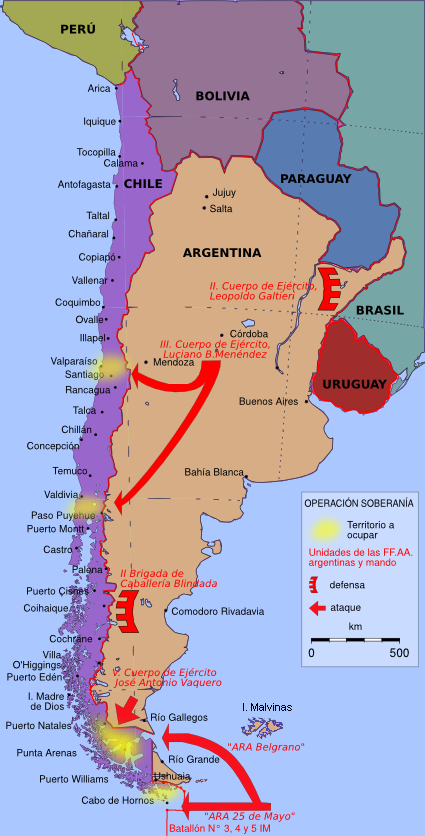
Disposizione delle forze armate argentine per lanciare l'attacco al Cile nel 1978 durante la "Operación Soberanía".

## Il piano
Esso prevedeva una serie di operazioni contemporanee o collegate:
- un attacco aeronavale dal mare verso le postazioni cilene nella Terra del Fuoco, con la mobilitazione da parte della Armada Argentina della portaerei Veinticinco de Mayo col suo gruppo aereo imbarcato e della sua scorta formata da un cacciatorpediniere e due corvette lanciamissili;
- un attacco aereo della Fuerza Aérea Argentina sulle principali basi della Fuerza Aérea de Chile da distruggere a terra;
- una serie di attacchi terrestri con unità di fanteria e corazzate sui principali passi andini verso il territorio cileno.

Le forze in quel momento erano pesantemente sbilanciate a favore argentino, in quanto il Cile era sotto embargo per la dittatura di Augusto Pinochet, che prevedeva una guerriglia in stile montoneros.
Il piano non fu attuato per la mediazione vaticana, ma nel 1982 l'allora presidente argentino Leopoldo Galtieri, nel 1978 comandante di un corpo d'armata dell'esercito argentino, si proponeva di rimetterlo in essere dopo la fine della guerra delle Falkland, motivo per cui durante il conflitto i cileni simpatizzarono, unica nazione sudamericana, con gli inglesi.
Il piano fu definitivamente abbandonato per la sconfitta subita durante la suddetta guerra delle Falkland e la caduta della giunta militare argentina.